# Бутія (півострів)

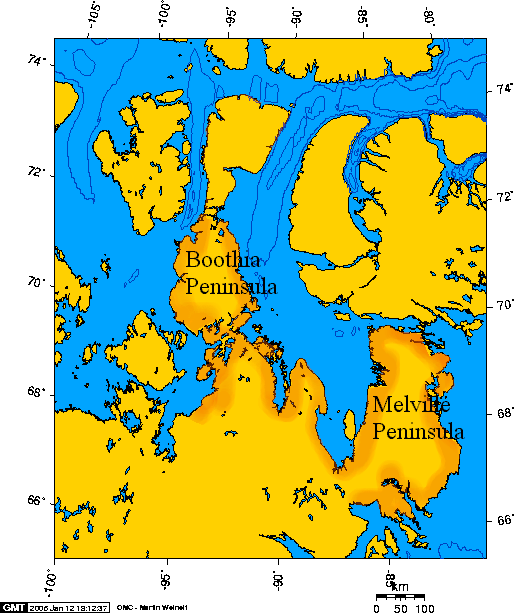
Півострови Бутія та Мелвілл

Півострів Бутія (англ. Boothia Peninsula), раніше півострів Бутія Фелікс (англ. Boothia Felix) — великий півострів в Канадській Арктиці, що з 1999 року входить до складу території Нунавут (до того часу входив до складу округу Франклін). Площа півострова 32 300 км². Півострів на 250 км видовжений вглиб Канадського Арктичного архіпелагу Північного Льодовитого океану. З континентом півострів поєднує невеличкий відтинок суходолу, з обох боків до якого врізаються глибокі бухти та ряд озер. Мис Мерчісон (англ. Murchison Promontory) — найпівнічніша частина материка Північної Америки. На північ від півострова через 2 км протоку Бело розташований острів Сомерсет. На схід через затоку Бутія розташований острів Баффінова Земля.

## Відкриття та дослідження
Шотландський арктичний дослідник Джон Росс (англ. John Ross) в 1829 році назвав півострів на честь бровара Фелікса Бута (англ. Felix Booth), патрона його другої арктичної експедиції. Під час арктичної експедиції 1829 року Джеймс Росс (англ. James Ross), небіж Джона Росса визначив на півострові місцезнаходження північного магнітного полюса.
Найперша успішна експедиція через Північно-Західний прохід була за Руалем Амундсеном в 1904 році на санях, друга — за Генрі Ларсеном (англ. Henry Larsen) в 1940—1942 роках. Амундсен пройшов через протоку Бело до північної частини півострова Бутія. Генрі Ларсен зимував в бухті Пейслі та обстежив увесь півострів на санях.

## Природа
Поверхня півострова являє собою підняте плато та окремі гірські масиви з абсолютними висотами до 600 м. Рослинний покрив представлений тундровою рослинністю.

## Населення
На півострові існує лише одне невеличке селище Талойоак.